# Film prolétarien
 (février 2021).
Si vous disposez d'ouvrages ou d'articles de référence ou si vous connaissez des sites web de qualité traitant du thème abordé ici, merci de compléter l'article en donnant les références utiles à sa vérifiabilité et en les liant à la section « Notes et références ».
Le film prolétarien (proletarische Film), également connu sous le nom de film du peuple (Volksfilm), est un style cinématographique qui a existé entre environ 1925 et 1933 dans l'histoire du cinéma allemand. 
Les films de ce mouvement tentent de clarifier les abus des conditions de vie et de travail chez les travailleurs allemands et appellent à la solidarité avec le mouvement ouvrier. Ces films ont été commandés par le Parti communiste d'Allemagne (KPD), le Parti social-démocrate d'Allemagne (SPD), les syndicats et les organisations de gauche. Les sociétés de production de films prolétariens les plus connues sont Prometheus Film-Verleih und Produktionsgesellschaft GmbH, qui s'occupait principalement de longs métrages, et Filmkartell "Weltfilm" GmbH, qui tournait principalement des documentaires.

## Histoire du film prolétarien en République de Weimar

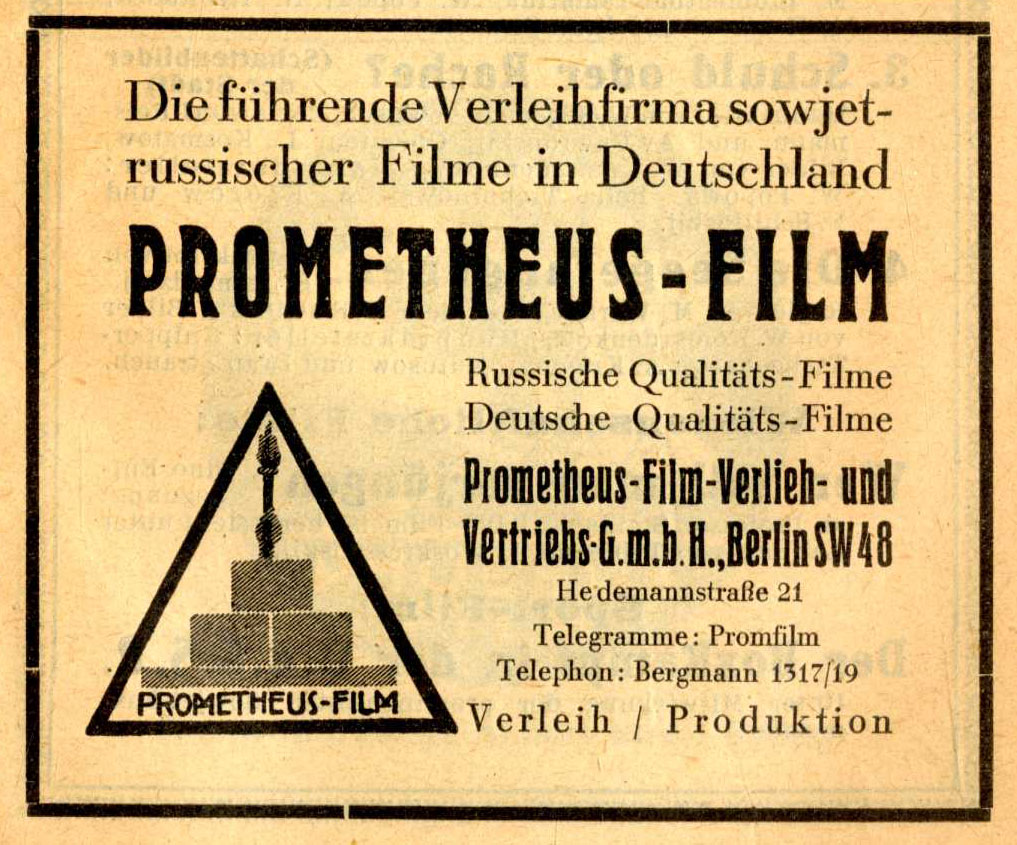
Encart publicitaire pour Prometheus-Film (1928).

Au milieu des années 1920, à travers l'exemple du film révolutionnaire soviétique, le KPD reconnait les possibilités d'influencer la formation de l'opinion publique par le biais du cinéma. Prometheus produit des films muets depuis 1926 tels que Jenseits der Straße (de) (1929) de Leo Mittler, mais son premier grand succès date de 1929 avec L'Enfer des pauvres (Mutter Krausens Fahrt ins Glück) de Phil Jutzi. La caractéristique de ce film est la représentation réaliste et différenciée du milieu Zille pendant la crise économique mondiale. Le dernier film sonore de Prometheus est Ventres glacés (Kuhle Wampe oder: Wem gehört die Welt?) de Slátan Dudow sorti en 1932, dont Bertolt Brecht a coécrit le scénario. Comme dans Mutter Krausens Fahrt ins Glück, Kuhle Wampe montre l'organisation de solidarité du mouvement ouvrier comme un moyen de sortir des conditions de vie désespérées des travailleurs.
Le SPD a également fait produire des films prolétariens tels que Brüder (1929) de Werner Hochbaum ou Lohnbuchhalter Kremke (de) (1930) de Marie Harder, et cela par l'intermédiaire de sa propre société cinématographique, Film- und Lichtbilddienst.
L'histoire du cinéma prolétarien prend fin avec l'arrivée au pouvoir des nationaux-socialistes en 1933 et Ventres glacés (Kuhle Wampe) est l'un des premiers films à être interdit par les nazis.

## Renaissance dans les années 1960
Le film prolétarien connaît une renaissance dans la seconde moitié des années 1960. Les premiers exemples sont les documentaires de Klaus Wildenhahn (Zwischen 3 und 7 Uhr morgens (1964), observations sur la vie à St. Pauli, et In der Fremde (1967) sur une équipe de travailleurs construisant un silo d'alimentation) et d'Erika Runge (de) (Warum ist Frau B. glücklich? (1968), qui présente cinquante ans d'histoire allemande du point de vue de la classe ouvrière). À Berlin, après 1968, les étudiants de l'Académie allemande du film et de la télévision de Berlin (DFFB) s'appuient sur ces modèles et sur d'autres modèles et utilisent des longs métrages (documentaires) pour se tourner vers les conditions de vie contemporaines des travailleurs et des employés, qui sont largement négligées par l'industrie cinématographique et la télévision. Le film Liebe Mutter, mir geht es gut (de) (1972) de Christian Ziewer (de) et Klaus Wiese est le premier long métrage du film prolétarien relancé en République fédérale. D'autres films comme Die Wollands (1972) de Marianne Lüdcke et Ingo Krati, Lohn und Liebe (1974), également de Lüdcke et Krati, Schneeglöckchen blühn im September (1973) et Der aufrechte Gang (1975), tous deux de Christian Ziewer (de), suivent.

## Littérature
- Wassili Zygouris, Proletarischer Film, in: Thomas Koebner (Hrsg.), Reclams Sachlexikon des Films, Stuttgart : Philipp Reclam jun., 2002,  (ISBN 3-15-010625-7).